# Balena (peschereccio)
Il Balena (già Sardina) è stato un piropeschereccio italiano, violatore di blocco durante la seconda guerra mondiale.

## Storia
Costruita nel 1924 nei cantieri Frerichswerft di Einswarden (Amburgo), con numero di costruzione 385, la nave, che si chiamava in origine Sardina e stazzava 319 tonnellate di stazza lorda, faceva parte della flotta di 24 piropescherecci oceanici, ordinati nel primo dopoguerra dall'Italia a cinque differenti cantieri tedeschi (la cantieristica italiana non aveva infatti alcuna esperienza nella costruzione di pescherecci oceanici) quale riparazione dei danni di guerra.
Il Sardina, al pari di altri 17 piropescherecci, tutti con nomi di pesci (Anguilla, Acciuga, Aringa, Cefalo, Cernia, Dentice, Grongo, Merluzzo, Nasello, Orata, Pesce Spada, Sardella, Scorfano, Sogliola, Spigola, Triglia e Tonno), venne costruito per la Società anonima Italiana Industria della Pesca e Sottoprodotti, mentre altre 6 unità, con nomi di costellazioni (Orione, Orsa, Pegaso, Perseo, Procione e Sirio), vennero consegnati alla Società Anonima Pesca e Reti Italiane. Oltre al Sardina, l'unico altro peschereccio costruito nei cantieri Frerichswerft di Einswarden fu lo Scorfano, mentre il gruppo più numeroso (Anguilla, Acciuga, Aringa, Cefalo, Cernia, Dentice, Grongo, Merluzzo, Nasello ed Orata) era stato costruito dai cantieri Deutsche Werft di Finkenwarder, ed i rimanenti dai Deutsche Werke AG di Kiel (Orsa, Orione, Sirio e Perseo), dal Deutsche Werke AG di Ruestringen (Perseo e Procione), dal Reiherstiegwerft di Amburgo (Pesce Spada e Sardella), dal Flenderwerft di Lubecca (Spigola e Sogliola), dall'Unterweser di Wesermünde (Triglia e Tonno).
Tutti i piropescherecci erano dotati di eccellenti qualità di robustezza e tenuta del mare, che li rendeva adatti alla pesca oceanica, ma anche ad un eventuale impiego militare (ciò portò all'acquisto di quattro unità da parte della Regia Marina, che le usò come cannoniere, ed alla requisizione di molte altre durante la seconda guerra mondiale).
Negli anni trenta la Società Anonima Italiana Industria della Pesca e Sottoprodotti noleggiò e poi vendette i propri piropescherecci a varie società affiliate. Il Sardina, in particolare, fu ceduto alla Società Anonima Industria della Pesca (SAIP), avente sede a Roma, venendo ribattezzato Balena ed iscritto, con matricola 472, al Compartimento marittimo di Napoli.
L'ingresso dell'Italia nel secondo conflitto mondiale, il 10 giugno 1940, sorprese il Balena sui banchi di Terranova (per altre fonti nel golfo di Biscaglia), ove la nave si trovava per la pesca del merluzzo. Dopo un lungo viaggio attraverso l'Atlantico settentrionale, tuttavia, il peschereccio evitò la cattura riparando ad Horta, nell'arcipelago delle Azzorre.
Ad inizio ottobre 1940 il Balena lasciò Horta, e, divenendo il più piccolo violatore di blocco italiano, raggiunse il porto di Bordeaux, nella Francia occupata, ove aveva sede la base sommergibilistica atlantica italiana di Betasom (nonché meta di gran parte dei violatori di blocco).
Dopo l'arrivo a Bordeaux, il Balena venne adibito a compiti di approvvigionamento del pesce, destinato proprio al personale di Betasom. Due unità gemelle, il Sardella ed il Pesce Spada, anch'esse rimaste bloccate in Atlantico, vennero invece utilizzate dalla Kriegsmarine come dragamine.
Il 16 febbraio 1942, tuttavia, il peschereccio venne attaccato da velivoli avversari nel golfo di Biscaglia, al largo di Bordeaux: colpita da alcune bombe, la piccola nave s'inabissò in posizione 45°03' N e 1°50' O, alle 3.37 di quel giorno.